# L1A1
L1A1 セルフローディングライフル（L1A1 Self-Loading Rifle）は、イギリス連邦諸国向けにライセンス生産されたFAL自動小銃である。
カナダ陸軍における制式名称の「C1」や、"セルフローディングライフル"を略した「SLR」、アメリカ国内における「インチパターンFAL（"inch pattern" FAL）」などの名称でも知られる。

## 概要
L1A1はイギリス本国のほか、オーストラリア、カナダ、ジャマイカ、マレーシア、ニュージランド、ローデシア、インドなどの軍隊で採用された。
英連邦各国で生産されたFALはほとんどがフルオート射撃機能が除去されていた。しかし、軽機関銃型のL2A1およびC2A1ではフルオート射撃が可能で、これに伴い重銃身や折畳式の二脚を兼ねるハンドガードなどが設けられていた。弾倉は標準的な20発箱型弾倉のほか、軽機関銃型向けの30発箱型弾倉が使用できる。これらの軽機関銃型を広く使用したのはオーストラリアとカナダのみで、イギリスやニュージーランドではL4軽機関銃（ブレン軽機関銃の7.62x51mm弾モデル）を使用していた。また、カナダ海軍向けに調達されたいくつかのC1小銃にはフルオート射撃機能が追加されていた。
1980年代半ば、イギリス軍では5.56x45mm NATO弾を使用するL85小銃シリーズを採用し、L1A1小銃の更新を開始した。オーストラリア軍ではL1A1を更新するべく、ステアーAUGの改良型をF88 オーステアー（F88 Austeyr）として採用し、まもなくニュージーランド軍もこれに続いた。カナダ軍ではC1小銃をAR-15小銃の改良型であるC7小銃シリーズで更新した。また、オーストラリア軍およびカナダ軍ではL2A1軽機関銃およびC2軽機関銃も配備されていたが、これはミニミ軽機関銃の改良型であるF89軽機関銃およびC9軽機関銃に更新された。

## 開発
英連邦におけるインチパターンFAL開発の発端は、1950年代に設置された連合軍ライフル委員会（Allied Rifle Commission）にまで遡る。同委員会の目的は、北大西洋条約機構（NATO）の全加盟国の軍隊で単一の小銃と単一の弾丸を採用し、これらによる標準化を達成することであった。英国では新型の小型弾薬である.280ブリティッシュ弾とこれを使用するNo.9小銃を採用し、これを標準弾として提案したが、7.62x51mm弾を提案した米国と対立し、最終的にNo.9小銃採用は撤回され、1954年にL1A1が英国軍の基幹小銃として採用されたのである。英国内ではFALが標準小銃として採用される事を期待していたものの、アメリカでは新設計のM14小銃が採用された。こうしてNATO標準弾は7.62x51mm弾と定まったものの、最後までNATO標準小銃の決定には至らなかった。
ベルギーにおける一般的な単位系はメートル法であり、元々はFALもメートル法に従い設計されていた。しかし、英連邦では古くからヤード・ポンド法、すなわち帝国単位が一般的な単位系として採用されていたため、ライセンス生産の折にヤード・ポンド法に従い再設計されたのである。インチパターンの通称はこれに由来する。ただし、部品の互換性自体はほとんど失われていない。

## 運用国
L1A1は、冷戦期およびそれ以降のいくつかの紛争に投入された。L1A1を主力歩兵銃として採用していたイギリス陸軍ではマレー危機、北アイルランド紛争、フォークランド紛争、湾岸戦争などでこれを使用した。また、ベトナム戦争でもオーストラリア軍およびニュージーランド軍によって使用され、ローデシア紛争ではローデシア軍が使用した。

### イギリス

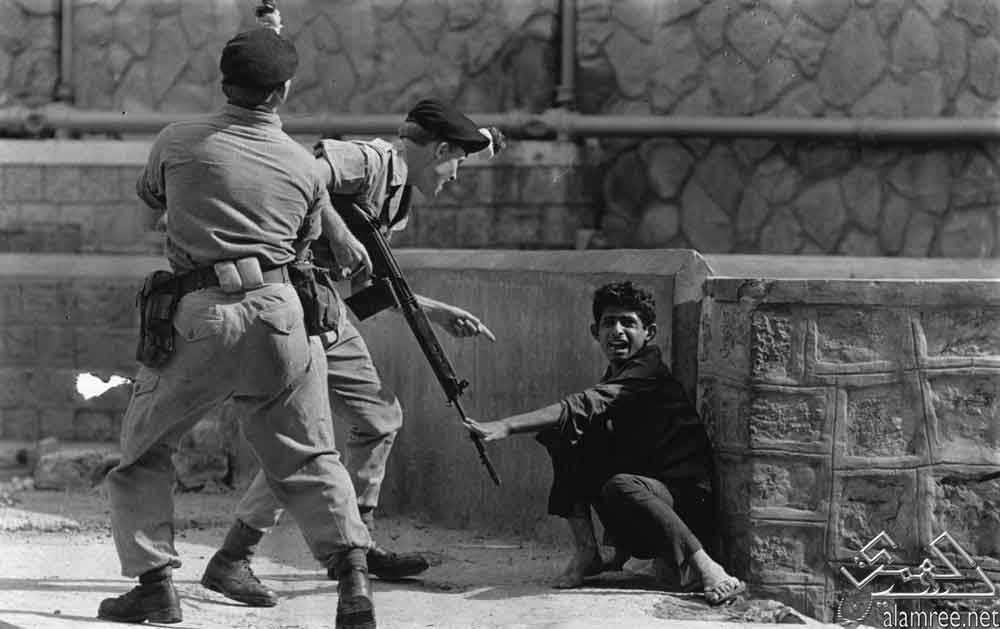
アデン危機にてL1A1小銃を手にする英軍兵士
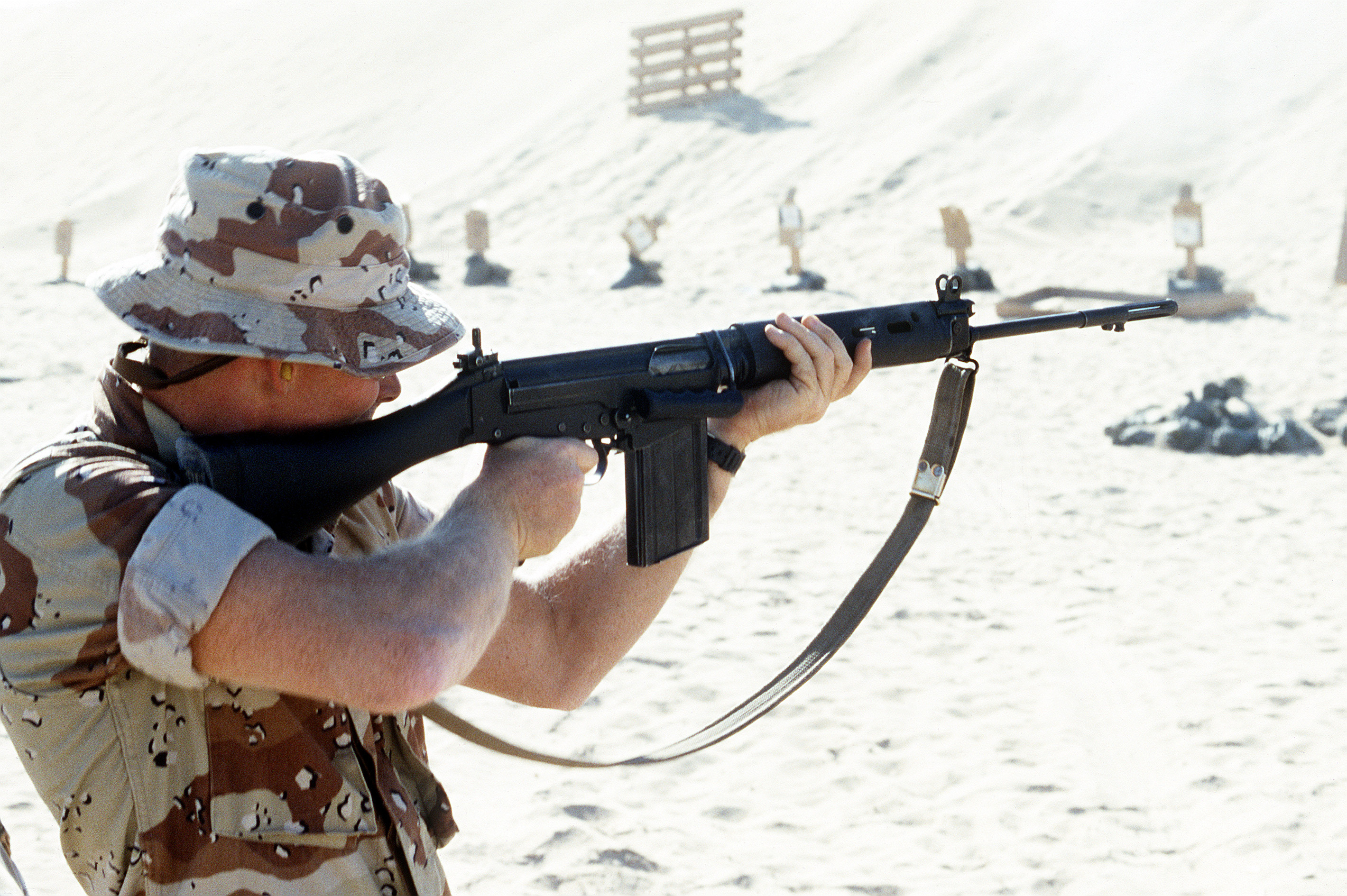
砂漠の盾作戦の最中、英軍のL1A1小銃で射撃訓練を行う米海兵隊の隊員

イギリスでは連合軍ライフル委員会での決定に基づく変更を加えたFAL小銃をL1A1セルフローディングライフル（SLR）として再設計した上で生産した。製造はエンフィールド造兵廠、バーミンガム小火器社、王立造兵廠、ファザカーリー小銃廠が担当した。これらの工場による生産が終了した後、交換部品はパーカー・ヘイル社が製造している。イギリス軍では1954年に採用された後、1985年からL85小銃への更新が始まり、最終的に1994年頃まで使用されていた。
L1A1はヤード・ポンド法（帝国単位）に基づいて再設計されていたことやイギリス側の運用思想による改良を取り入れていたことから、標準的なFAL小銃と比較するといくつかの相違点がある。最も大きな変更点は、オリジナルのFALではセミ/フルオートの切り替えが可能（セレクティブファイア）であったが、L1A1小銃ではセミオート射撃のみ可能とされた点であろう。その他、折畳式のコッキングハンドル、溝付の消炎器、折畳式照門、機関部の砂塵排出機能、ボルトおよびボルトキャリア、手袋の使用を想定した折畳式のトリガーガード、強化型の銃床、大型のセレクターレバーおよびマガジンキャッチレバー、縦型の分解レバー、自動ホールドオープン機能の除去、およびSUIT型照準器を取り付ける際にトップカバーの動きによる干渉を受けさせないための固定タブの追加などが主要な変更点となる。消炎器の溝にはLシリーズ銃剣のほか、L1A1/A1およびL6A1空砲発射補助具やL1A1/A2 ENERGA小銃擲弾発射機を取り付けることができる。
初期生産型は握把、被筒、キャリングハンドル、銃床にクルミ材を使用していた。これらの木製部品は水分からの保護を目的にオイル処理が施されていたが、ニスや研磨による表面処理は行われていなかった。後期生産型では合成繊維に改められ、ナイロン6,6とガラス繊維を組み合わせたマラニール（Maranyl）が用いられた。表面に滑り止め加工が施された台尻は取り外しが可能で、利用者の体格に合わせて4つの異なる大きさのものが用意されていた。また、防寒着や防弾チョッキなどを着用する場合を想定した、より短い銃床および台尻も用意されていた。マラニール製の部品が採用されると、初期生産分の木製部品も段階的に交換されていった。この過程で多くの小銃は木製部品とマラニール製部品が混在した状態になった。少なくとも1989年頃までは国防義勇軍の部隊で木製部品を装着したままのL1A1が使用されていた。
3点式（安全、セミオート、フルオート）だったFALと異なり、L1A1のセレクターは2点式（安全、セミオート）であり、それぞれ「安全」（Safe）を意味するSと「連発」（Rounds もしくは Repetition）を意味するRが刻印されている。弾倉はL4軽機関銃のものをそのまま使用することもできたが、L4はブレン軽機関銃に由来する上方弾倉装填式の軽機関銃であり、下方弾倉装填式のL1A1にこの弾倉を使用した場合、いくらか装填の信頼性が落ちるとされた。また、オリジナルのFALでは弾倉が機関部の突起に合わせてくぼんでいるが、L1A1など英連邦製のFALでは逆に機関部のくぼみに合わせる形で突起が設けられていた。そのため、オリジナルのFALの弾倉をL1A1で使用することは可能だったが、L1A1の弾倉をオリジナルのFALに装填する事は不可能であった。
英連邦で製造されたL1A1をはじめとするいわゆるインチパターンFALは帝国単位に基づいているにもかかわらず、オリジナルのFALとの間で基本的な寸法に違いはない。各部位を構成するネジなどの細かい部品の互換性こそ失われているが、部位自体の互換性はほぼ完全に保たれている。銃床や弾倉などの互換性は限られているが、これは単位系の違いではなく構造上の差異が原因である。アメリカではオリジナルのベルギー製FALを指して「メトリックFAL」（metric FAL）、英連邦製FALを指して「インチFAL」（inch FAL）という表現がしばしば使われる。
L1A1には2種類の追加照準器が用意されていた。ハイス・サイト（Hythe Sight）と呼ばれる照準器は、制式名称を「L5A1トリルクス7.62mm小銃照準器取付キット」（Conversion Kit, 7.62mm Rifle Sight, Trilux, L5A1）といい、至近距離かつ暗所での使用を想定したものである。ハイス・サイトは絞りの大きさが異なる2枚の照門を組み合わせたもので、また、トリチウム塗料を用いて暗所での視認性を改善した照星もセットで用意されていたが、トリチウムの半減期を迎えると放射性崩壊により蛍光性が失われるため、定期的な交換が必要であった。暗所での使用を想定した1枚目の照門の穴は直径7mmで、明るい場所での使用を想定した2枚目の照門の穴は直径2mmだった。なお、L5A1照準器の改良型としてL5A2照準器およびL5A3照準器が存在する。もう1種類の照準器は「L2A1トリルクス歩兵用照準器」（L2A1 Sight Unit, Infantry, Trilux）という制式名称で、しばしばSUITという略称でも呼ばれた。SUITはプリズムを利用したオフセット型照準器で、クランク形状をしているために照準器の全長は抑えられている。レティクルはいわゆるオベリスク型で、材質はアクリル樹脂である。素早く照準を行えるように上下逆になっており、先端には蛍光塗料としてトリチウムが塗布されていた。同等の照準器と比較すると非常に頑丈で信頼性があったものの、一方でやや重量があった。なお、ソビエト連邦で製造されていた1P29照準器はSUITのコピーである。
1985年、イギリス軍主力小銃としてL85小銃が採用された。1995年までにL1A1は段階的にL85へと更新されていった。退役したL1A1はほとんどが売却ないし破棄され、一部はシエラレオネに送られた。また、数千丁がアメリカへ輸出され、部品として販売された。さらにルクセンブルクのLuxDefTec社が購入したL1A1が改修後に販売され、現在でも欧州を中心に流通している。

### オーストラリア

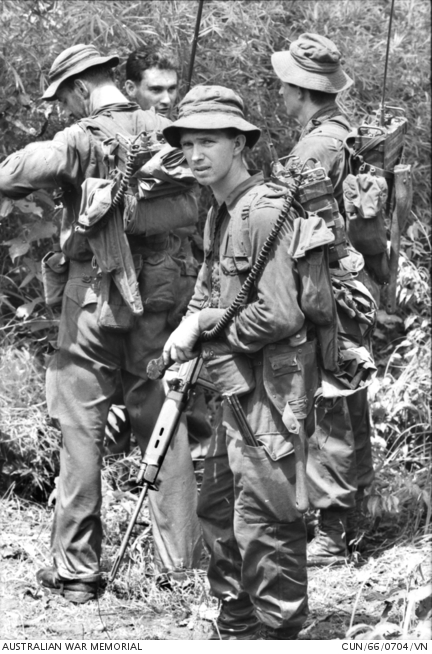
ベトナム戦争の作戦でL1A1を手にしているオーストラリア軍の兵士

オーストラリアは、イギリスやカナダと共に遅れて連合軍ライフル委員会に参加した国の1つで、これらの国と共にFALの改良型を採用した。オーストラリア軍が採用したL1A1小銃はセルフローディングライフル（Self-Loading Rifle）を略したSLRの通称で呼ばれ、また、フルオート射撃機能が追加されたモデルはオートマチックライフル（Automatic Rifle）を略したARの通称で呼ばれた。オーストラリア製のL1A1はイギリス製のL1A1とほとんど同一の機能を有していたが、軽量化のために機関部が切り詰められ、形状が異なっている。この軽量型機関部の形状は、カナダ製C1小銃のものに類似していた。1988年、オーストラリア軍は主力歩兵銃をF88 オーステアー（ステアーAUGのライセンス生産型）へ更新したが、L1A1の一部は1990年頃まで予備装備として残されていた。1990年代初頭、ナミビアへのPKOに参加したオーストラリア陸軍部隊ではM16A1小銃などと共にL1A1小銃が使用されていた。イギリス、オーストラリア、カナダにおけるL1A1小銃およびC1小銃はいずれもセミオート射撃専用であったが、必要に応じてフルオート射撃機能が付される場合もあった。
オーストラリアではカナダと共同でL1A1小銃に重銃身とフルオート射撃機能を追加した軽機関銃型を開発しており、これにはL2A1という名称が与えられていた。オーストラリア製L2A1はオリジナルFALのFAL 50.41/42に類似していたが、カナダ製C1小銃シリーズに由来するハンドガードを兼ねる二脚や機関部の覆いなどは独自の特徴であった。L2A1のようなFALに由来する軽機関銃・分隊支援火器はかつてのブローニングM1918自動小銃やブレンガンなどと同じような役割を求められていたものの、こうした役割においては当初から軽機関銃として開発されたブレンガンがすべての面で勝っており、英軍でもブレンガンを改良したL4軽機関銃シリーズを採用していた。また、イギリス以外のFALシリーズを採用した多くの国でもFALを原型とする軽機関銃は採用されなかった。
L2A1向けに標準的な20連発弾倉を垂直に延長した30連発弾倉も開発された。
オーストラリア製のL1A1小銃はリズゴー小火器工廠で製造された。L1A1は1959年-1986年にかけて220,000丁程度が製造され、L2A1は1962年-1982年にかけて10,000丁程度が製造された。また、リズゴーではこれ以外にもニュージーランドやシンガポール、パプアニューギニアなどを対象とする輸出用L1A1小銃も製造していた。
ベトナム戦争の最中、SLRはオーストラリア軍歩兵の標準的な装備であった。多くのオーストラリア軍人らはSLRの性能と7.62mm弾の殺傷力に信頼を寄せており、アメリカ製のM16小銃などよりも好んでこれらを装備したのである。当時のオーストラリア軍部が採用していたジャングル戦ドクトリンは、彼らがマレー危機やインドネシア・マレーシア紛争におけるボルネオ島作戦などで得た戦訓に基づいたもので、アメリカよりも効果的にベトコンの駆逐を進めていた。
また、特殊空挺部隊連隊（SASR）では「ビッチ」（The Bitch）と通称される特殊な現地改造を受けたL1A1小銃が使用されていた。多くはL2A1を原型とし、銃身を切り詰めて二脚を取り外し、銃身下にアメリカ製XM148擲弾銃を取り付けたものである。L1A1を原型とした場合でもL2A1の機関部を利用した改造を施す事でフルオート射撃機能が付された。
オーストラリアではパプアニューギニアの現地部隊向けに、L1A1の銃身を533ミリに短縮したL1A1-F1を開発している。標準のL1A1に比べると若干精度が劣っていたものの、パプアニューギニア軍や皇家香港警察などが購入した。また、ダントルーン王立軍事学校の女性士官候補生などにもこれが配備された。
1970年、リズゴー小火器工廠ではL1A1小銃の部品を利用してKAL1 GPIR（KAL1 General Purpose Infantry Rifle）というブルパップ型小銃が試作された。1973年にもL1A1の部品を利用したブルパップ型小銃が試作されている。

### カナダ

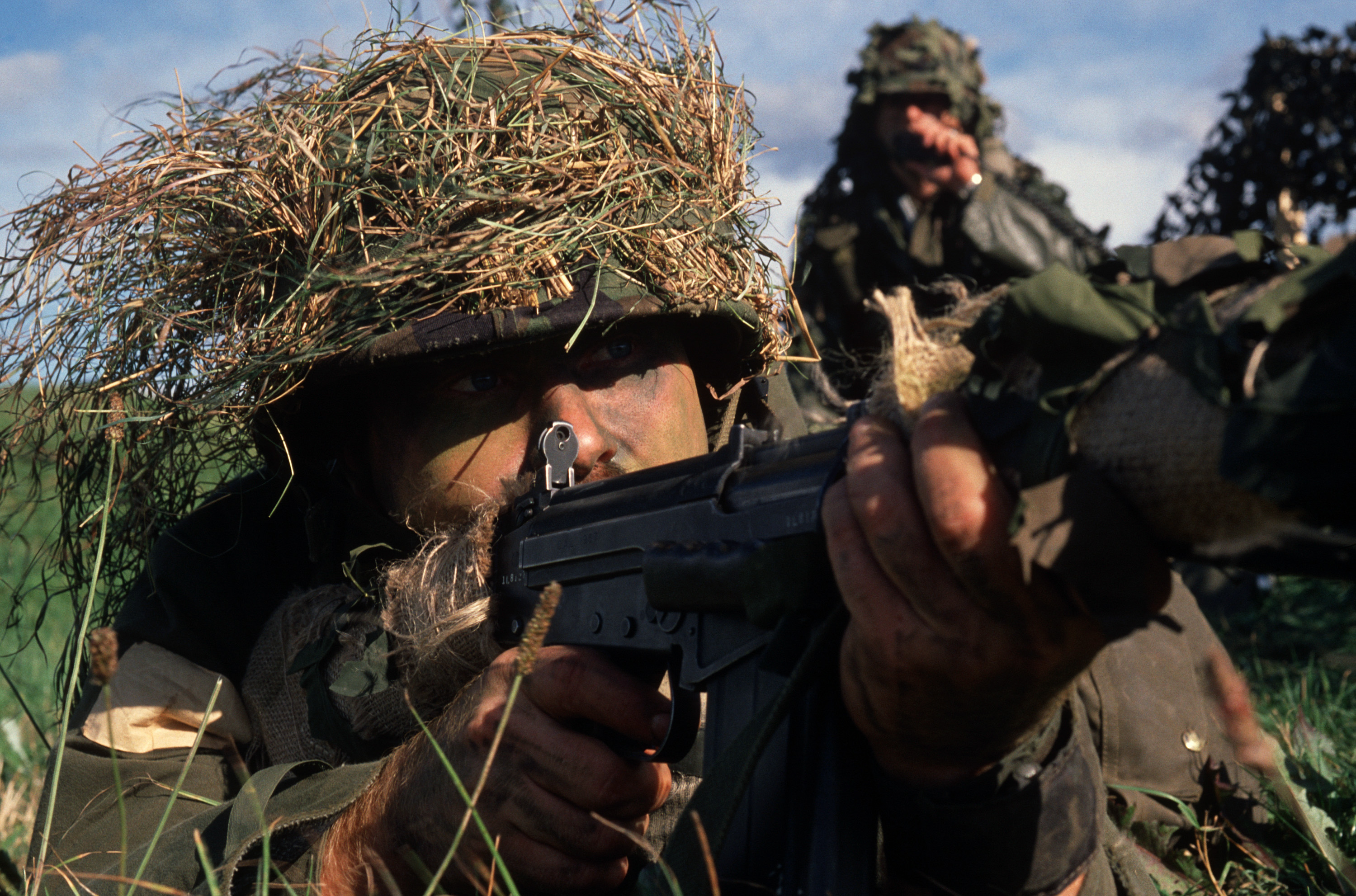
C1A1小銃を構えるカナダ軍人。特徴的な回転盤式照門の形状が確認できる
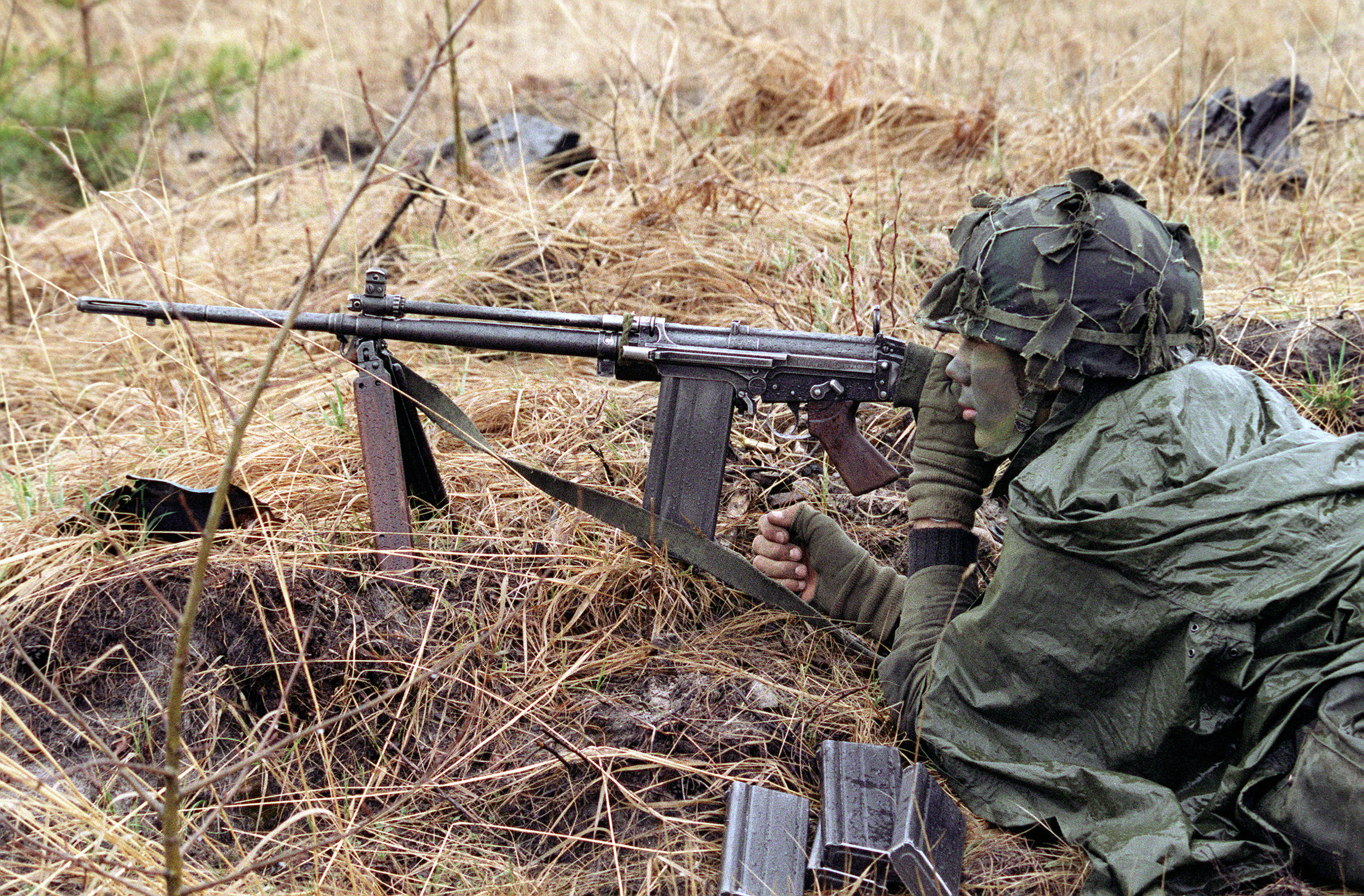
C2軽機関銃を構えるカナダ軍人。重銃身、30発弾倉、二脚の側面に貼られた木製カバーが明瞭に写っている

カナダ軍では何種類かの派生型が採用されているが、イギリスのL1A1に相当する標準的なモデルがC1A1小銃である。C1A1は特徴的な回転盤式照門（照準距離200-600ヤード）および2分割式の撃針を採用している。また、寒冷地で分厚い手袋をつけたまま射撃を行うことを想定し、トリガーガードがピストルグリップ側に折りたためるようになっている。また、ストリッパー・クリップを用いた装填を行えるようにするため、機関部覆いは他の英連邦製L1A1よりも短かった。製造はカナディアン・アーセナルズ社が担当した。カナダは最初に標準歩兵銃としてFALを採用した国の1つである。C1A1は1950年代-1984年まで標準歩兵銃として使用され、以後はAR-15突撃銃のライセンス生産モデルであるC7小銃に更新された。
オーストラリア製L2A1に類似した軽機関銃モデルとして、C2A1が開発されている。FALの軽機関銃モデルの1つであるFN FAL 50.41/42とよく似ているが、折畳時にハンドガードとして握れるよう二脚が木製部品で覆われている。機関部覆いの上には照準距離200-1,000mのタンジェント・サイトが設けられている。通常、C1A1は20発弾倉を、C2A1は30発弾倉を使用した。また、C1およびC1A1にフルオート射撃機能を追加したC1DおよびC1A1D小銃がカナダ海軍向けに設計されている。C1DおよびC1A1Dには区別のため銃床にAの文字が書き込まれていた。

### インド

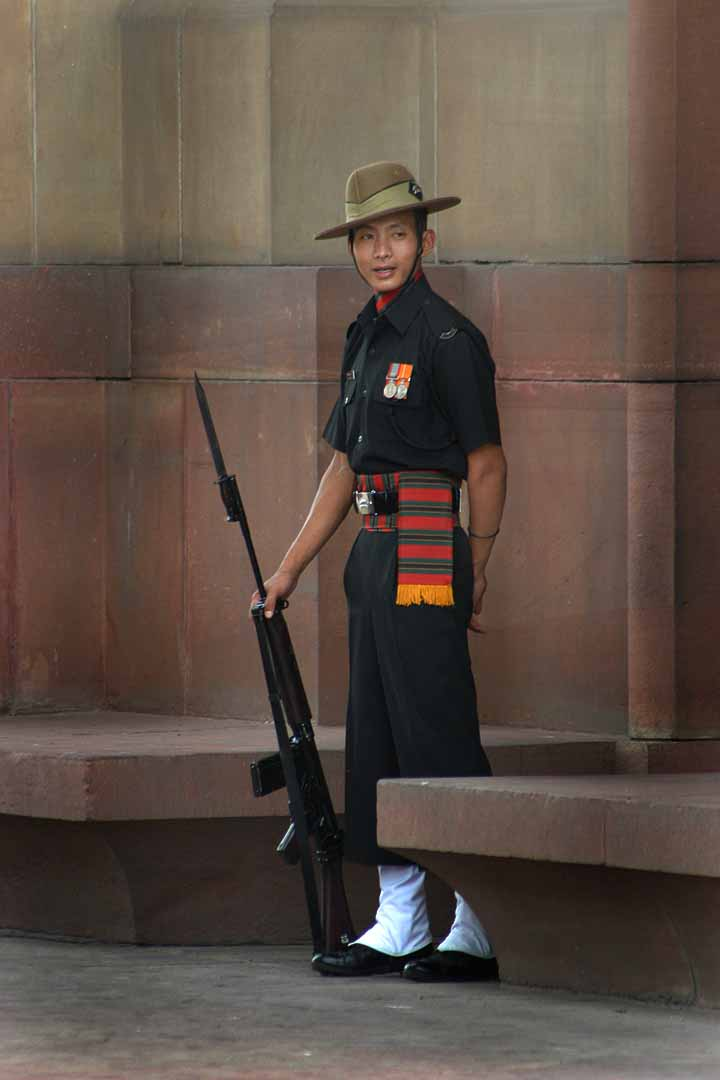
着剣状態の1A1を装備したインド軍兵士

7.62mm 1A1小銃（Rifle 7.62 mm 1A1）は、イギリスのL1A1小銃に対するリバースエンジニアリングにより設計された小銃である。1A1はインドの兵器廠委員会（Ordnance Factories Board, OFB）に所属するティルチラーパッリ兵器廠により製造されている。イギリス製L1A1と比較した場合、銃床が外見上の大きな相違点となる。1A1小銃の木製銃床はリー・エンフィールド小銃と同型の肩当て板が取り付けられ、オイルボトルやクリーニングキットの収納スペースが設けられている。主にインド陸軍においてINSAS小銃を補完する形で配備されている。輸出も盛んに行われているほか、1Cという名称のフルオート射撃が可能なモデルも設計されている。

### ジャマイカ

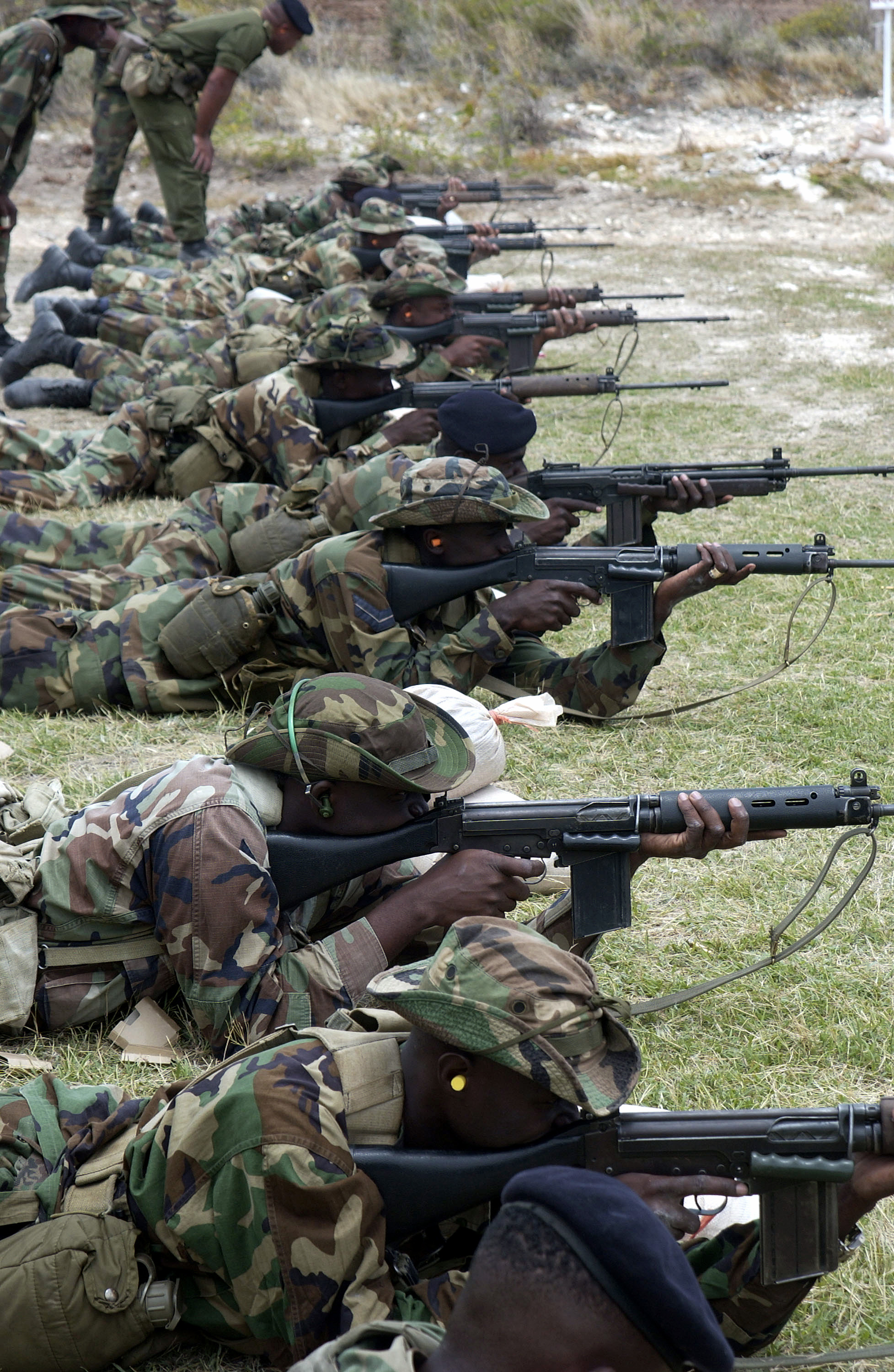
演習でL1A1を使用するジャマイカ国防軍の兵士。L2A1軽機関銃を使用している兵士もおり、折り畳んだ二脚の側面に貼られた木製カバーをハンドガード代わりに保持している（2002年）

ジャマイカでは英連邦構成国としてイギリス製のSLRをジャマイカ国防軍の主力小銃として採用した。1980年代にはイギリスでL85A1が開発されたが、ジャマイカでは評価の後にこれを支援兵科向け装備としてのみ採用し、主力歩兵銃としてはSLRが使用され続けた。

### マレーシア

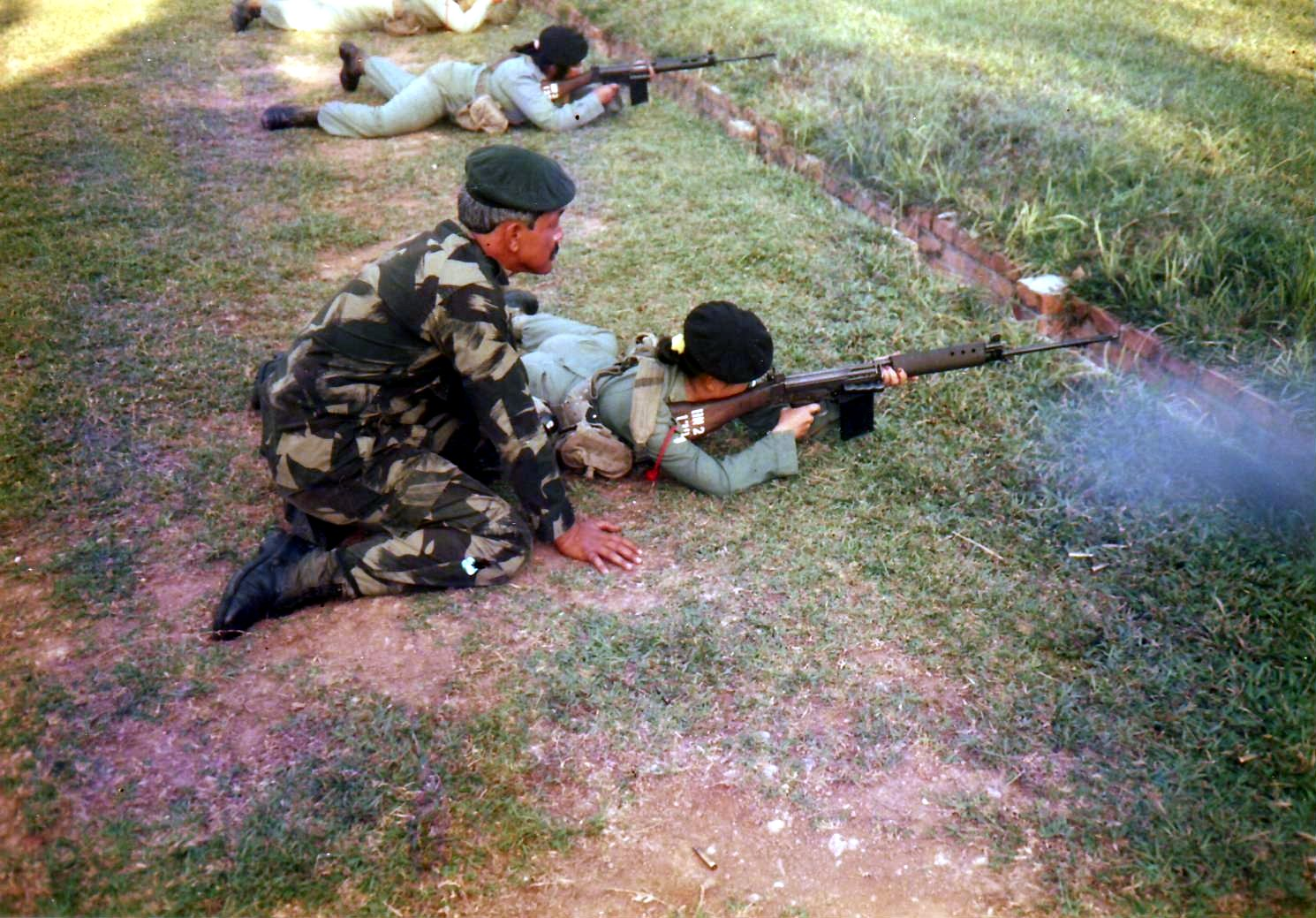
L1A1で射撃訓練をする国土防衛後備軍団の兵士

マレーシア陸軍では、1969年頃にリー・エンフィールド小銃およびステン短機関銃を更新する形でL1A1小銃を採用した。なお、マレーシア海軍では陸軍に先駆け、1965年-1966年頃に小銃をL1A1に、短機関銃をスターリング短機関銃へと更新している。マレーシア警察では、準軍事組織である汎用作戦部隊で使用されている。反政府活動を展開していたマラヤ共産党では、政府軍の兵士から鹵獲したL1A1小銃を使用していた。1990年代にHK33、ベレッタAR70、M16A1小銃などが採用された事で第一線を退いたが、以後も国土防衛後備軍団などの二線級部隊では使用されている。2013年ラハダトゥでの衝突では、マレーシア側治安部隊とスールー王国軍を自称する勢力の双方がL1A1小銃を使用した。

### ニュージーランド

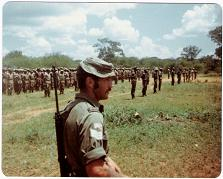
L1A1を担ぐニュージーランド軍の兵士(ジンバブエ軍の指導中)

ニュージーランド陸軍では、L1A1小銃を標準的な軍用小銃として30年以上も使用した。1958年9月、ウォルター・ナッシュの労働党政権において、リー・エンフィールド小銃を更新するべく採用された。同年、ニュージーランド政府はL1A1小銃のライセンス生産権を獲得していたオーストラリアのリズゴー兵器廠に対し、合計15,000丁のL1A1小銃を製造するように求めた。しかし、この命令により製造された最初の500丁が陸軍に引き渡されたのは1960年になってからだった。その後は順調に生産数を伸ばし、1965年までに15,000丁の製造を達成した。ニュージーランド海軍およびニュージーランド空軍も、陸軍に続く形でL1A1小銃の採用を行っている。オーストラリアでの運用とは異なり、ニュージーランドのL1A1は銃床などにイギリス製と同様の黒いプラスチック製の部品が使用され、木製部品とプラスチック製部品が混在している小銃も少なくなかった。キャリングハンドルはしばしば取り外された。一部の歩兵部隊には、L1A1小銃に取り付けるための英国製SUIT型照準器（Sight Unit Infantry Trilux）が支給された。重銃身型のL2A1も採用されていたが、その他の重銃身型FALと同様の理由から広く普及してはいなかった。ニュージーランド軍における標準的な軽機関銃はブレンガンの7.62x51mm弾モデルであるL4A1軽機関銃であった。1988年、ステアーAUGへの更新が始まった。現在では陸海空軍のほとんどの部隊でAUG小銃への更新が完了しているが、海軍では船舶搭載用の小銃として少数のL1A1が運用されている。

### ローデシア

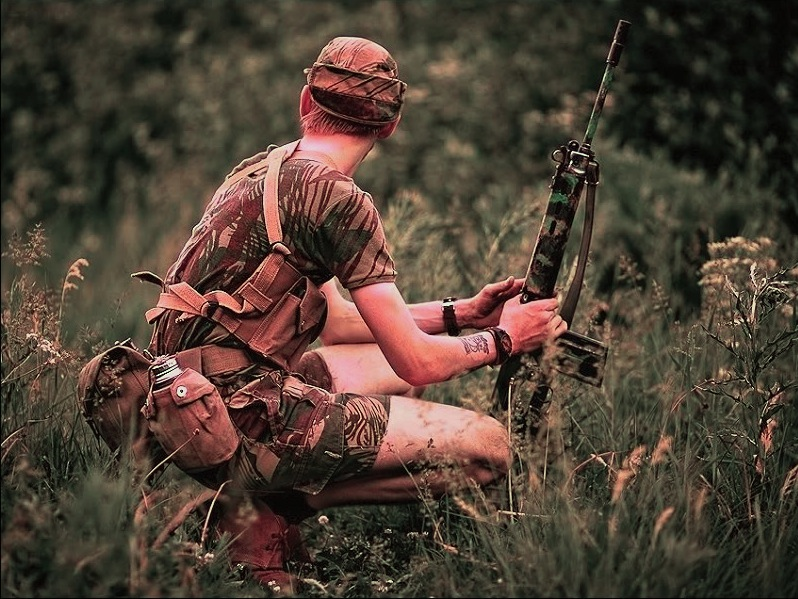
1977年ごろのローデシア軍白人兵士を再現した男性

南ローデシア植民地の軍部隊でもイギリス製L1A1小銃が採用された。1965年のローデシアによる一方的な独立宣言の後、独立を果たしたローデシア共和国でも使用が続いたが、当然ながら新たに供給を受ける事はできなかった。これを補うため、共和国では南アフリカ共和国から同国がライセンス生産したL1A1小銃であるR1小銃を30,000丁以上購入した。1965年-1980年にかけてのローデシア紛争では、これら2種の小銃がローデシア治安軍の主力小銃として使用された。

### 主な運用国の一覧
- オーストラリア：ライセンス生産[17]。
- カナダ：ライセンス生産[17]。
- ブルネイ
- ジャマイカ：イギリス製およびオーストラリア製を使用。
- クウェート[18]
- マレーシア
- ニュージーランド：1960年よりオーストラリア製を使用。
- パプアニューギニア：オーストラリア製を使用[19]。
- ローデシア/ ローデシア
- シエラレオネ
- イギリス[17][20]